# 방화대교
방화대교(傍花大橋)는 한강을 건너 대한민국 서울특별시 강서구 방화동과 경기도 고양시 덕양구 강매동을 잇는 총연장 2.56km의 다리이다.
인천국제공항고속도로 상에 있는 교량으로, 올림픽대로와 연결되는 88 분기점과 자유로와 연결되는 북로 분기점 사이에 위치한다. 2027년 12월에 평택파주고속도로의 광명 ~ 강서 구간이 개통되면 이 교량 하부에서 서울로의 진출입이 가능해질 예정이다. 방화대교의 조명 가동시간은 2013년 중반기 현재 주말 및 공휴일 (신정, 명절연휴 포함) 기준으로 일몰시간 이후부터 밤 10시반까지 운영된다.

## 역사
- 1995년 12월: 인천국제공항고속도로의 전 구간 착공과 함께 동시에 착공
- 2000년 11월 21일: 인천국제공항고속도로 전 구간 완공과 함께 한강 다리 중 26번째로 개통[1]

## 같이 보기
- 인천국제공항고속도로
- 평택파주고속도로
- 한강